# Merulaxis
Merulaxis és un gènere d'ocells de la família dels rinocríptids (Rhinocryptidae). Agrupa espècies endèmiques de la Mata Atlàntica de la costa sud-est del Brasil, on es distribueixen des de Badia fins a Paraná. Als seus membres se'ls coneix pel nom comú de tapacul emplomallat.

## Etimologia
El nom genèric Merulaxis és una combinació dels gèneres Merula (Leach, 1816): “ocell negre”; i Synallaxis (Vieillot, 1816): “cua espinosa”.

## Característiques

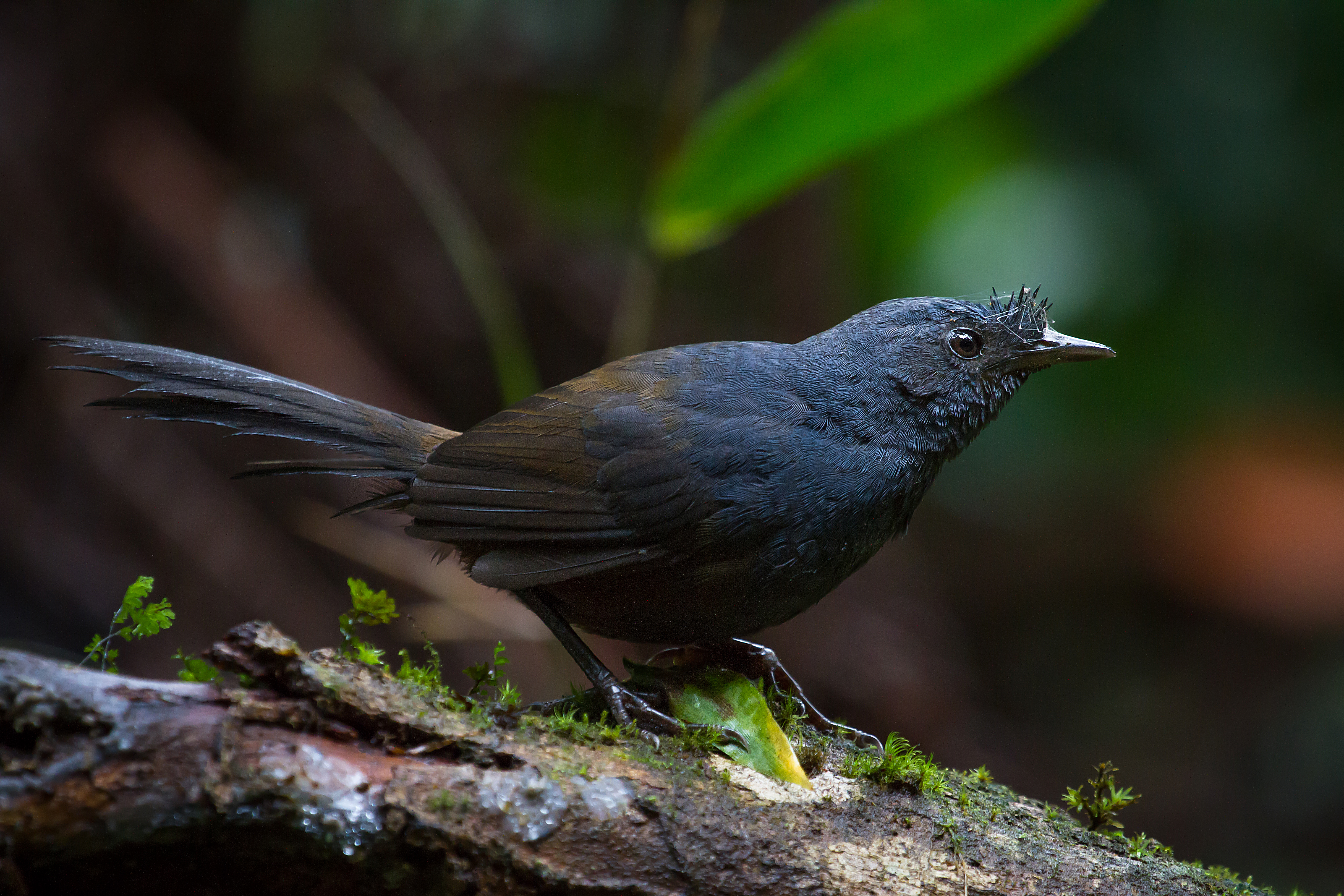
Merulaxis ater

Les espècies d'aquest gènere són de grandària mitjana, mesuren entre 18,5 i 19,5 cm de longitud, i en tots dos sexes es caracteritzen per les rígides truges estarrufades que emergeixen del front i bec, i llargues cues. Els mascles són majorment de color pissarra, mentre les femelles són més brunenques. Solen estar en el sòl o a prop, a l'interior de boscos humits, on caminen solitaris o, amb més freqüència en parelles, caminant i furgant, generalment en la vegetació densa o al voltant de pedres; no mostren afinitat amb bambusòides. Són més sentits que vists, el cant encantador i poderós és una sèrie en cascada de riques notes musicals.

## Taxonomia
Segons la Classificació del Congrés Ornitològic Internacional (versió 14.2, 2024) aquest gènere està format per dues espècies:
- Merulaxis ater - tapacul emplomallat meridional
- Merulaxis stresemanni - tapacul emplomallat de Stresemann